# Sigbjörn
Sigbjörn (Segerbjörn) är ett fornnordiskt mansnamn sammansatt av förledet Sig- (namnprefix för "seger") och efterledet -björn. Namnet är mest vanligt i Norge.
Ett vanligt smeknamn för Sigbjörn är Sigge, liksom de flesta namn på formen Sig-. En kvinnovariant av namnet är Sigurbirna (Sigbjörna, ”Segerbjörninna”).
Den 31 december 2021 fanns det i Sverige totalt 45 män med förnamnet Sigbjörn, varav 16 med det som tilltalsnamn, samt 8 med namnet som efternamn. Medelåldern för tilltalsnamnet Sigbjörn var då 61,6 år bland män.

## Historiska varianter
- Sigbiarn (♂ mansnamn) – runsvenska (ᛋᛁᚴᛒᛁᛅᚱᚾ: Sikbiarn)
- Sigbiorn (♂ mansnamn) – fornsvenska
- Sigbiǫrn (♂ mansnamn) – fornnordiska
- Sigbjörn (♂ mansnamn) – isländska, svenska
- Sigbjørn (♂ mansnamn) – danska, färöiska, norska
- Sigbjǫrn (♂ mansnamn) – fornnordiska
- Sighbiorn (♂ mansnamn) – forndanska, fornsvenska
- Sigurbirna (♀ kvinnonamn) – isländska
- Sigurbjarni (♂ mansnamn) – isländska
- Sigurbjörn (♂ mansnamn) – isländska
- Sigurbjørn (♂ mansnamn) – färöiska, norska

### Runnamn

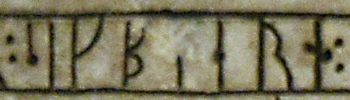
Sigbjörn på G 203A: ᛍᛁᚴᛒᛁᚽᚱᚾ (Sikbiern).

På följande runinskrifter förekommer Sigbjörn enligt Nordiskt runnamnslexikon:
| Runor      | Translitteration | Runinskrifter | Noter                            |
| ---------- | ---------------- | ------------- | -------------------------------- |
| ᛋᛁᛒᛁᚢᚾ     | Sibiun           | U 621         | alternativt: Sǣbiǫrn → Sjöbjörn  |
| ᛋᛁᛒᛁᚢᚱᚾ    | Sibiurn          | U 903, Ö 123† | alternativt: Sǣbiǫrn → Sjöbjörn  |
| ᛋᛁᚵᛒᛁᛅᚱᚾ   | Sigbiarn         | Sö 344        |                                  |
| ᛋᛁᚴᛒᛁᛆᚱ-   | Sikbiar..        | U 1006, U 437 |                                  |
| ᛋᛁᚴᛒᛁᚢᚱᚾ   | Sikbiurn         | Hs 2          |                                  |
| ...ᚼᛒᛁᚾᚱᚾ  | ...hbinrn        | Sö 142        |                                  |
| ...ᚤᛒᛁᛅᚱ.. | ...ybiar..       | U Fv1953;270  | alternativt: Søybiǫrn → Sjöbjörn |
| ᛋᛁᚵ᛬ᛒᛁᛅᚱᚾ  | Sig:biarn        | Ög 17†        |                                  |
| ᛋᛁᚼᛒᛁᛅᚱᚾ   | Sihbiarn         | U 353, U 1172 |                                  |
| ᛋᛁᚼᛒᛁ...   | Sihni            | Gs 16A        |                                  |
| ᛋᛁᚼᛒᚯᚱᚾ    | Sihborn          | U 1007        |                                  |
| ᛋᛁᚴᛒᛁᛅ...  | Sikbia...        | Sö 13         |                                  |
| ᛍᛁᚴᛒᛁᚽᚱᚾ   | Sikbiern         | G 203A        |                                  |
| ᛋᛁᚴᛒᛁᚢᚱᚾ   | Sikbiurn         | Ög 128        |                                  |
| ᛋᚤᛒᛁᛅᚱᚾ    | Sybiarn          | U 297         | alternativt: Søybiǫrn → Sjöbjörn |
| ᛋ...ᛅᚱ..   | S...ar..         | U Fv1979;245  | alternativt: Søybiǫrn → Sjöbjörn |

Runstavningen kan stundom blivit dubblett till Sjöbjörn (fornnordiska: Sǣbiǫrn/Søybiǫrn).

## Sibbe
Ett fornnordiskt smeknamn och kortform till namnet Sigbjörn är Sibbe, ursprungligen Sibbi (Sig-biǫrn).
Sibbi förekommer bland annat på runinskrifter och återfinns även i platsnamn, såsom Sibbvät (-vät = grund vattensamling som torkar ut på sommaren), Sibbenarve (-arve = arvinge) och Sibbjäns (innehåller genitiv av mansnamnet) på Gotland.

## Individer vid namn Sigbjörn
Kända individer vid namn Sigbjörn inkluderar bland annat:
- Sigbjørn Hølmebakk (1922–1981), norsk författare
- Sigbjørn Johnsen (född 1950), norsk politiker
- Sigbjørn Obstfelder (1866–1900), norsk skribent och poet
- Sigbjørn Skåden (född 1976), norsk samiskspråkig författare

### Webbkällor
- ”Sigbiǫrn”. nordicnames.de. https://www.nordicnames.de/wiki/Sigbi%C7%ABrn. Läst 5 december 2022.